# Maciej Miłobędzki
Maciej Tadeusz Miłobędzki (ur. 18 kwietnia 1959 w Warszawie) – polski architekt. Od 1988 współpracuje ze współtworzoną przez siebie pracownią JEMS Architekci. Laureat Honorowej Nagrody SARP w 2002, wykładowca Wydziału Architektury Politechniki Warszawskiej.

## Życiorys

### Młodość i wykształcenie
Urodził się w 1959 jako syn profesora i architekta i historyka sztuki Adama Miłobędzkiego (1924–2003) i Joanny z Kąkolewskich (1927–1988). Jego dziadkiem był Tadeusz Miłobędzki, profesor chemii, rektor SGGW.
W 1985 Miłobędzki ukończył studia architektoniczne na Wydziale Architektury Politechniki Warszawskiej. W ramach pracy dyplomowej wykonał projekt kościoła. W 2023 uzyskał tamże stopień doktora nauk inżynieryjno-technicznych na podstawie napisanej pod kierunkiem Jana Słyka dysertacji „Architektura otwartych przestrzeni. Struktury graniczne w architekturze”. W latach 1984–1988 pracował w Spółdzielni Pracy Twórczej Architektów i Artystów Plastyków ESPEA, prowadzonej przez Olgierda Jagiełło i Jerzego Szczepanika-Dzikowskiego.

### Pracownia JEMS
W 1988 wraz z Jagiełłą i Szczepanikiem-Dzikowskim założył biuro JEMS Architekci. Od tej pory jego działalność jest związana z tą pracownią, która szybko zyskała dużą rozpoznawalność w Polsce. Miłobędzki wraz z JEMS Architekci otrzymał wiele wyróżnień, m.in. za budynek przy ul. Hozjusza w Warszawie, siedzibę Agory. W 2002 jako biuro JEMS Architekci w składzie z Jagiełłą, Szczepanikiem-Dzikowskim i Sadowskim został ogłoszony laureatem Honorowej Nagrody SARP za wkład w rozwój architektury polskiej.
Maciej Miłobędzki w ramach JEMS Architekci pełni zazwyczaj rolę odpowiednika dyrektora artystycznego. Przeważnie przygotowuje pierwsze szkice, czuwa nad wizualną i artystyczną oprawą przedsięwzięcia.

#### Główne projekty

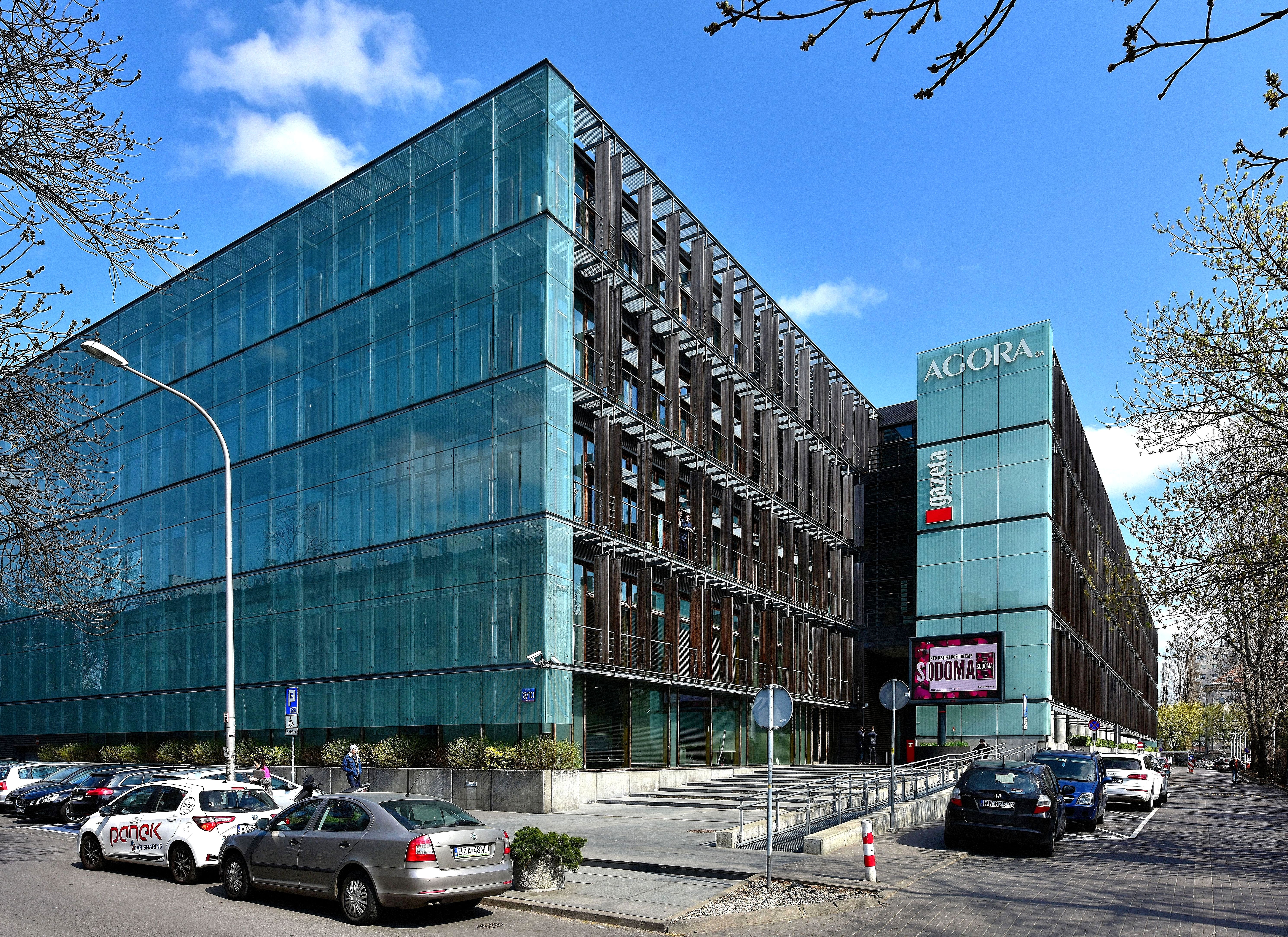
Biurowiec Agory przy ul. Czerskiej 8/10 w Warszawie

- zespół mieszkaniowy przy ul. Hozjusza w Warszawie
- wieżowiec Babka Tower, rondo Zgrupowania AK „Radosław” (d. rondo Babka) w Warszawie (2000)
- biurowiec spółki Agora, ul. Czerska 8/10, Warszawa (2000–2001)
- wieżowiec Kredyt Banku, ul. Giełdowa, Warszawa (2001–2002)
- dom przyszłości, Warszawa-Choszczówka, 2002–2003
- biurowiec Polpharma, ul. Bobrowiecka, Warszawa (2006)
- 19. dzielnica w Warszawie (2011 – I etap)
- biurowiec Pixel, Poznań (2013)
- rekonstrukcja Hali Koszyki, Warszawa (2016)

### Działalność dydaktyczna
Od 2004 promotor prac dyplomowych na Wydziale Architektury Politechniki Poznańskiej. Od 2008 pracownik Wydziału Architektury Politechniki Warszawskiej na stanowisku starszego wykładowcy.

## Styl i metody projektowania
Działalność Macieja Miłobędzkiego jest ściśle związana z pracownią JEMS Architekci. Architekturę swojego biura określa jako strukturalną, dążącą do klarownej i wyrazistej struktury przestrzennej oraz unikającą powielania schematów, za to rozwijającą i modyfikującą rozmaite wątki. Projekty JEMS określane są jako stonowane, bez ekstrawagancji, ascetyczne oraz minimalistyczne. Jest sceptyczny względem potrzeb zaskakiwania ekspresyjną formą bez względu na treść, a także nieustannego postępu w architekturze. Krytycznie odnosi się do architektów „ulegających ciągłej presji zapotrzebowania na nowość i oryginalność za wszelką cenę”.
W swoich publikacjach często powołuję się na: Ludwiga Miesa van der Rohe, Adolfa Loosa, Jørna Utzona czy Petera Zumthora. Jako inspirację wskazuje także swojego ojca.